# Carl Emanuel Conrad

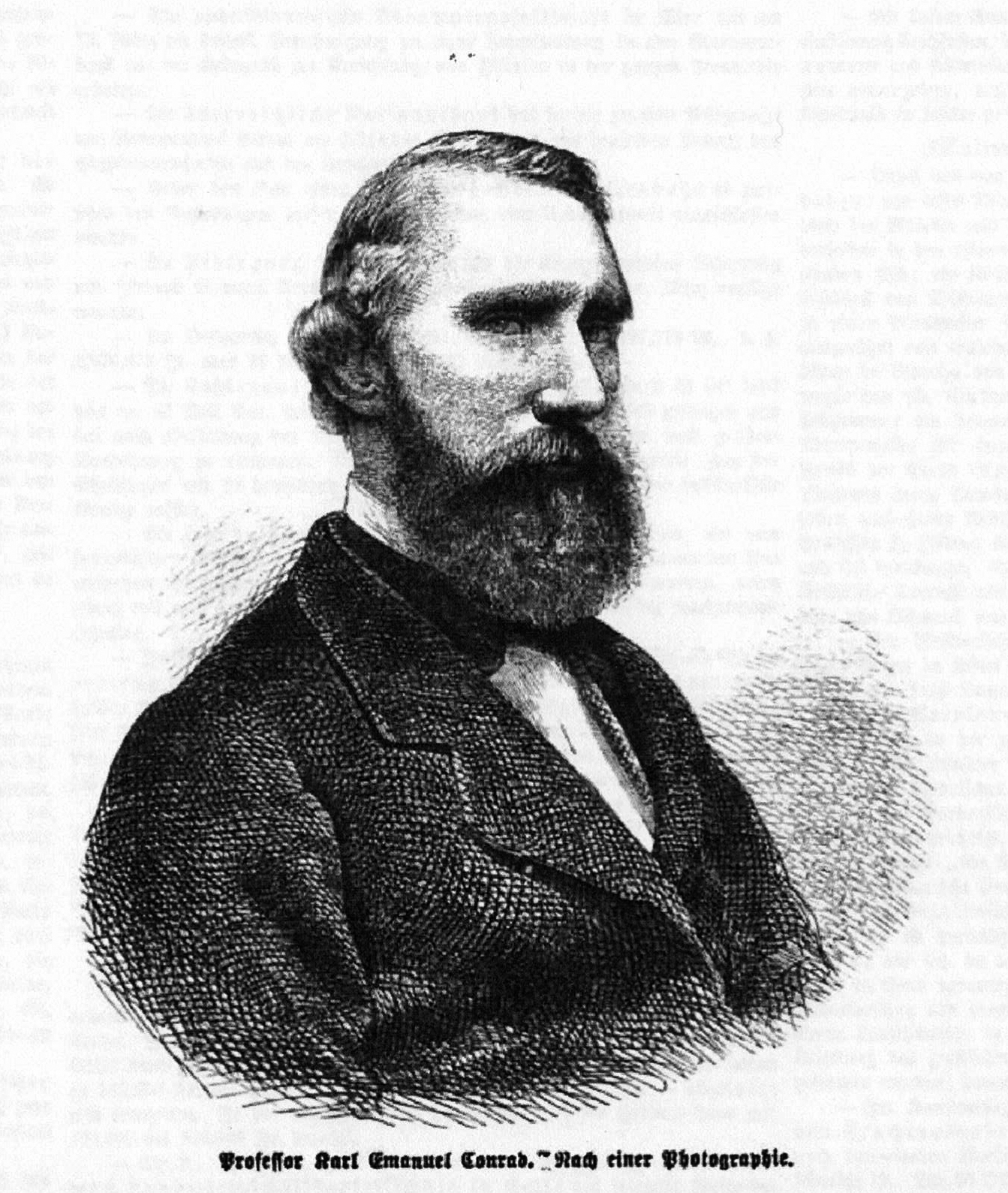
Carl Emanuel Conrad
(Holzstich aus der Leipziger Illustrierten Zeitung, Nr. 1082 vom 3. März 1864)

Carl Emanuel Conrad (* 20. März 1810 in Berlin; † 12. Juli 1873 in Köln) war ein deutscher Architekturmaler. Sein bekanntestes Werk ist Das große Dombild von 1856, das künstlerisch die Vollendung des Kölner Doms vorwegnahm. Als Maler ist Conrad der Düsseldorfer Schule zuzurechnen.

## Leben
Conrad studierte zwischen 1823 und 1834 an der Preußischen Akademie der Künste in Berlin mit dem Schwerpunkt Architekturmalerei bei Johann Erdmann Hummel, der ihm besonders eine Genauigkeit in der perspektivischen Darstellung nahebrachte. 1835 kam Conrad auf Anregung von Wilhelm von Schadow nach Düsseldorf, wo er 1835 bis 1839 an der Kunstakademie in der Landschafterklasse bei Johann Wilhelm Schirmer studierte. Nach Abschluss des Studiums betrieb er in Düsseldorf ein privates Kunstatelier und gab Zeichenunterricht an der neugegründeten Städtischen Realschule in der Citadellstraße. Später lehrte er auch an der Kunstakademie.
Hauptsächlich malte Conrad mittelalterliche Baudenkmäler in ihrer landschaftlichen Umgebung. Seine Bilder zeichnen sich durch eine auffallende Detailgenauigkeit aus.
Im Sommer 1871 reiste er nach Rom, um Pius IX. sein Bild Ansicht des Kölner Doms in seiner Vollendung als Geschenk zu dessen Goldenem Priesterjubiläum zu überreichen. Nach seiner Pensionierung im gleichen Jahr zog Conrad nach Köln. Dort starb er 1873 im Bürgerhospital am Neumarkt, wohin er sich zur Behandlung eines „schweren Unterleibsleidens“ begeben hatte.

## Ehrungen
- 1857: Ehrentitel Königlicher Professor
- 1865: Roter Adlerorden IV. Klasse

## Werk (Auswahl)

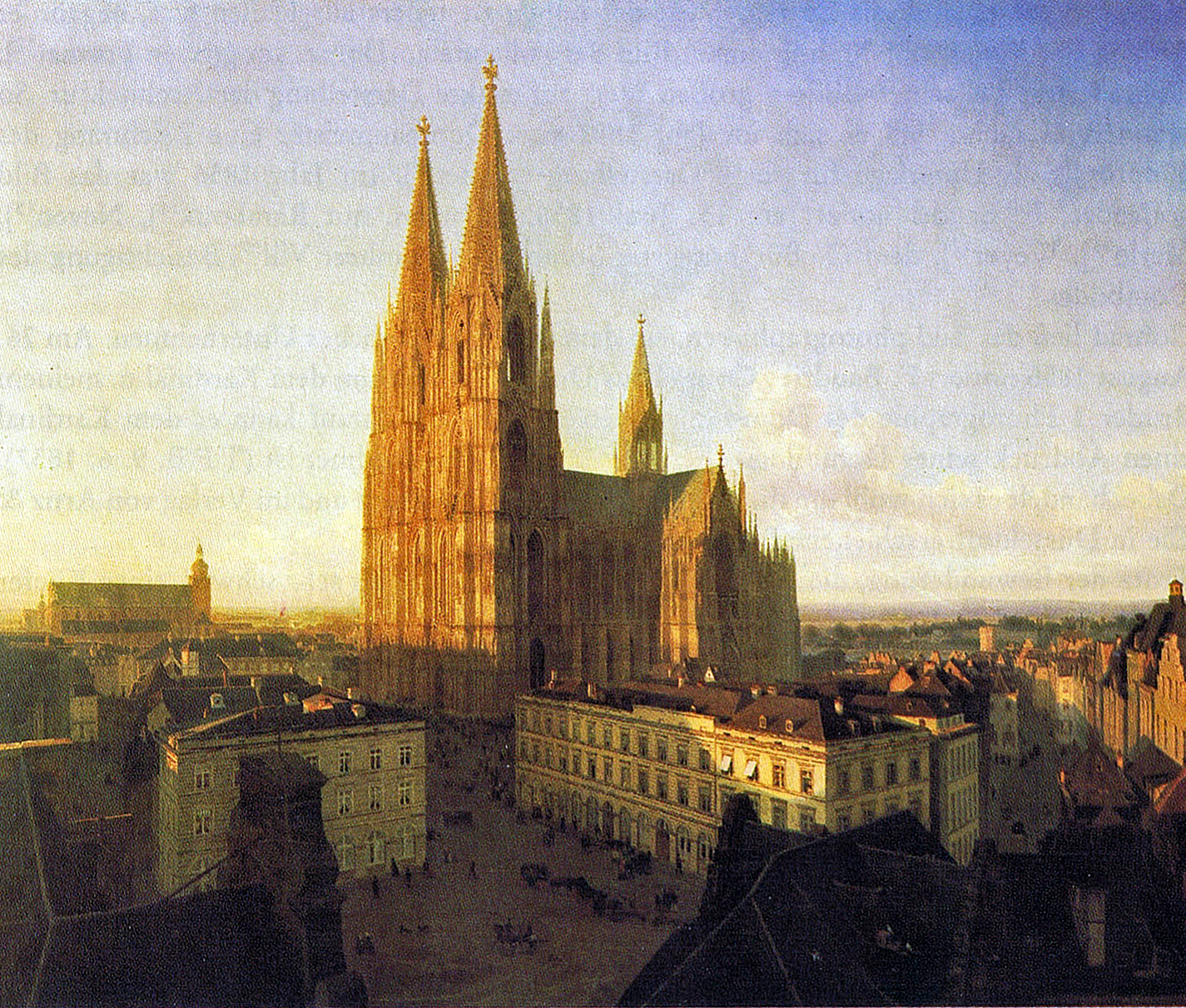
Das große Dombild (1856)

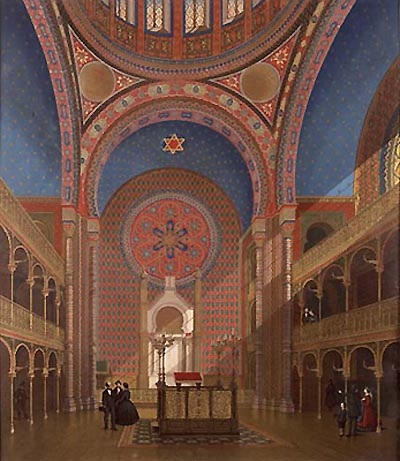
Das Innere der neuen Synagoge in Köln

- Das Innere der St. Hedwigs-Kathedrale in Berlin
- Das Innere der Rotunde des Museums in Berlin
- Das königliche Schloss und die Lange Brücke in Berlin
- Die alte Kirche in Bilk
- Sie St. Quirinuskirche in Neuß
- Das Innere des Kreuzganges von St. Severin in Köln (1837)
- Das Hamtor in Neuß
- Santa Maria im Capitol zu Köln
- Mühle im Walde
- Ansicht von Wetzlar
- Ein Schloss bei Abendbeleuchtung
- Der Dom und der Gutenbergplatz in Mainz (1841)
- Der Kölner Dom (1843/44 Auftragsarbeit für Friedrich Wilhelm IV.)
- Die Themse mit dem Customhouse (1852)
- Kreuzgang am Münster zu Aachen
- Bingen an der Nahe bei Mondschein
- Kreuzgang aus Maulbronn in Schwaben
- Das Innere der neuen Synagoge in Köln
- Das große Dombild (Größe: 285 cm × 241 cm)
- Blick auf den Königlichen Marstall in Berlin